# Club Atlético San Lorenzo de Almagro (voleibol)
O time de voleibol feminino do Club Atlético San Lorenzo de Almagro,  é  um time argentino de voleibol indoor da  cidade de Buenos Aires, que no naipe feminino foi vice-campeão do Campeonato Argentino (Liga A1 Argentina) em 2018 e qualificou-se para o Campeonato Sul-Americano de Clubes de 2019.

## Histórico
O departamento masculino iniciou a nível metropolitano em 1950, voltando a atividade em 1973, sendo semifinalista da Copa Morgan de 1987, obtendo melhores resultados a partir dos anos 2000, sagrando-se vice-campeão no Campeonato da Segunda Divisão de 2004 e da Terceira Divisão de 2005 Federação Metropolitana de Voleibol, e na temporada 2003-04 conquistou o título da Liga A2 Argentina, ascendo a elite nacional na jornada 2004-05 e foi rebaixado nesta edição, disputando a Liga A2 2005-06, conquistando o título do Torneio Aberto da Federação Metropolitana de Voleibol de 2005 e do Campeonato da Primeira Divisão de 2006
Desde o ano de  2007 até 2011 o departamento masculino do clube participa ininterruptamente da Divisão de Honra da Federação Metropolitana de Voleibol, um maraca histórica para o clube, na sequencia foi rebaixado chegando a Segunda Divisão, e após dois anos retorna a Primeira Divisão e em 2015 retorna a Divisão de Honra a nível metropolitana, permanecendo  até em 2016 om elenco juvenil, voltando competir na Liga A2 Argentina em 2017 e quase avançou as semifinais em busca da promoção a elite nacional, sagrou-se campeão da Copa Metropolitana de 2017 e permaneceu na Liga A2 nas temporadas de 2018 e de 2019.
O time feminino sagrou-se vice-campeão da Copa Interclubes organizada em 1949, no ano seguinte filiou-se a Federação Metropolitana, com nova filiação no ano de 1973, conquistando  os títulos da Copa Morgan 1984 e 1985, com bons resultados na quarta e quinta divisões, e no ano de 1996 ascendeu a Divisão de Honra
O naipe feminino teve mais êxito a partir de 2004 conquistando outra vez a Copa Morgan e o Campeonato de Segunda Divisão de forma invictam alcançando em 2008 o título da Primeira Divisão ascendendo a Divisão de Honra e na edição de 2010 obteve o mesmo resultado e disputou pela primeira vez a Liga Argentina de Clubes e retornou a disputá-la em 2013 e desde então permanece na elite nacional, sendo semifinalista nas edições de 2014-15 e 2015-16. E desde 2015 o técnico Mario Gallego dirigiu a equipe na conquista de quatro títulos consecutivos:Copa Chulo Olmos, Superliga Metropolitana, Aberto Adulto de San Jerónimo  e o primeiro campeonato da Divisão de Honra da Federação Metropolitana e foram finalistas em 2016 da Copa Chulo Olmos e o título da Divisão de Honra e terminou em terceiro na Liga Argentina 2015-16.
No ano de 2017 a equipe feminina fez excursão pela Espanha vencendo quatro de oito amistosos disputados, e finalista na Divisão de Honra metropolitana.Na edição de 2018 da Liga Argentina chegou pela primeira vez na final e terminou com o vice-campeonato, foram bicampeãs do Torneio Adulto de San Jerónimo (Santa Fe) e novao vice-campeonato na Divisão de Honra metropolitana.Com a oposto brasileira Lia Castro conquistou a inédita medalha de bronze no Campeonato Sul-Americano de Clubes de 2019 realizado em Belo Horizonte

### Voleibol masculino
- Liga A2 Argentina: 2003-04[1]
- Campeonato Metropolitano A1:2006[1]
- Campeonato Metropolitano A2:2004[1]
- Campeonato Metropolitano A3:2005[1]
- Torneio Aberto Metropolitano:2005[1]

### Voleibol feminino
- Campeonato Sul-Americano de Clubes:2019[4] e 2020
- Campeonato Argentino:2018[3] e 2019
- Campeonato Argentino:2015-16[3]
- Campeonato Argentino:2017[3]
- Campeonato Metropolitano A:2010[3]
- Campeonato Metropolitano A:2016[3], 2017[3] e 2018[3]
- Campeonato Metropolitano A1:2008[3]
- Campeonato Metropolitano A2:2004[3]
- Copa Interclubes:1949[3]
- Copa Morgan:1984[3], 1985[3] e 2004[3]